# Huayin
Huayin (华阴 ; pinyin : Huàyīn, au nord du Mont Hua) est une ville de la province du Shaanxi en Chine. C'est une ville-district placée sous la juridiction administrative de la ville-préfecture de Weinan.

## Démographie
La population du district était de 247 771 habitants en 1999.